# Orden und Ehrenzeichen der Israelischen Streitkräfte
Militärische Auszeichnungen Israels werden Soldaten der israelischen Streitkräfte (Tzahal) für herausragende militärische Leistungen und besonderen Mut im Kampf verliehen. Sie umfassen die Tapferkeitsmedaille (Medal of Valor), der höchste Orden, die Medaille des Mutes (Medal of Courage) und die Medaille für hervorragenden Dienst (Medal of distinguished Service). Ferner gibt es die Ehrenvolle Erwähnung des Kommandeurs (Commander Citation) für die militärischen Ränge Raw-Aluf (Generalleutnant) in der Funktion des Ramatkal (Generalstabschefs), Aluf (Generalmajor) und Tat-Aluf (Brigadegeneral).
Die beiden meist dekorierten Soldaten der israelischen Streitkräfte sind Major Nechemia Cohen (1943–1967) und der ehemalige Premierminister, Verteidigungsminister und Generalstabschef Israels, Ehud Barak mit jeweils fünf Auszeichnungen, einer Distinguished Service Medal und 4 Ramtkal citations.  Die höchst dekorierten Soldaten sind Tat-Aluf Avigdor Kahalani (geb. 1944) und Samal (Stabsgefreiter) Shlomo Nitzani, die jeweils einmal die Medal of Valor sowie die Distinguished Service Medal erhielten.

## Orden
|  | hebräisch גיבור ישראל Gibor Jisra'el, englisch Hero Of Israel, „Held Israels“ Während des Israelischen Unabhängigkeitskrieges verliehen, danach durch den Itur haGwura ersetzt. |
|  | hebräisch עיטור הגבורה Itur haGwura, englisch Medal of Valor, „Tapferkeitsmedaille“ Höchste Auszeichnung der Israelischen Verteidigungsstreitkräfte.                            |
|  | hebräisch עיטור העוז Itur haOs, englisch Medal of Courage, „Medaille des Mutes“                                                                                                 |
|  | hebräisch עיטור המופת Itur haMofet, englisch Medal of Distinguished Service, „Medaille für ausgezeichneten Dienst“                                                              |
|  | hebräisch אות הערכה Ot haAracha, englisch Chief Of Staff Medal of Appreciation „Generalstabschefmedaille der Würdigung“ Seit 1981, wird auch an Ausländer verliehen.            |

## Ehrenvolle Erwähnungen (Citations (Tzalash))
|  | Ramatkal Citation (Stabscheferwähnung)                                                                    |
|  | Officer Commanding Territorial Command Citation (Erwähnung Territorial-Kommandeurs)                       |
|  | Divisional Commander Citation (Divisionskommandeurserwähnung)                                             |
|  | Brigade Commander Citation (Brigadekommandeurserwähnung)                                                  |
|  | President’s Award for Outstanding Soldiers (Auszeichnung des Premierministers für herausragende Soldaten) |

## Feldzugbänder (Campaign Ribbons)
Feldzugbänder werden für die Teilnahme an Kriegen verliehen. Ehrenvolle Erwähnungen werden in Kriegszeiten auf dem Feldzugband getragen.
|  | Unabhängigkeitskrieg      |
|  | Sinai-Feldzug             |
|  | Sechstagekrieg            |
|  | Abnutzungskrieg           |
|  | Jom-Kippur-Krieg          |
|  | Libanonkrieg 1982         |
|  | Konflikt im Südlibanon    |
|  | Libanonkrieg 2006         |
|  | Operation Protective Edge |

## Dienstbänder (Service Ribbons)
Dienstbänder werden für Leistungen im Kampf für die Gründung des Staates Israel verliehen.
- HaSchomer-Band
- Nili-Band
- Hagana-Band
- Etzel-Band
- Lehi-Band
- Freiwilliger der Jüdischen Legion-Band
- Mishmar (Wächter/Garde)-Band
- Kämpfer-gegen-Nazis-Band
- „Auszeichnung des Staatskämpfers“-Band (für die Teilnahme am Bürgerkrieg)
- Auszeichnung für die Gefangenen der Mandatsmacht (Mandate Prisoners Decoration)
- Israelische Sicherheitsauszeichnung (Israel Security Award) benannt nach Elijahu Golomb